# Liolaemus josei
Espèce
Statut de conservation UICN

 LC  : Préoccupation mineure
Liolaemus josei est une espèce de sauriens de la famille des Liolaemidae.

## Répartition
Cette espèce est endémique de la province de Mendoza en Argentine,. On la trouve entre 700 et 2 100 m d'altitude. Elle vit sur un sol sableux avec quelques roches basaltiques. La végétation est composée de Grindelia, Cassia, Ephedra, Junellia, Mulinum, Cortaderia, Maihuenia, Pterocactus, Acaena, Trichocline, Stipa et Senecio.

## Publication originale
- Abdala, 2005 : Dos nuevas especies del género Liolaemus (Iguania: Liolaemidae) y redescripción de Liolaemus boulengeri (Koslowsky, 1898).  Cuadernos de Herpetología, vol. 19, no 1, p. 3-33.